# ZyINDEX
ZyINDEX - program do przetwarzania dokumentów dla systemów DOS i Windows opracowany przez amerykańską firmę ZyLAB Technologies z Vienna, Virginia. Program indeksuje pełny tekst dokumentów z procesorów tekstów, arkuszy kalkulacyjnych i baz danych dBASE. ZyINDEX współpracuje z programem OCR WordScan firmy Calera Recognition Systems.